# Гай Ліциній Кальв (консул 364 року до н. е.)
Гай Ліци́ній Кальв (лат. Gaius Licinius Calvus; близько 410 до н. е. — після 364 до н. е.) — політичний, державний та військовий діяч Римської республіки.

## Життєпис
Походив з впливового плебейського роду Ліциніїв. Син Публія Ліцинія Кальва, військового трибуна з консульською владою (консулярним трибуном) 396 року до н. е. Про молоді роки замало відомостей. 
У 368 році до н. е. першим з плебеїв призначений начальником кінноти диктатором Публієм Манлієм Капітоліном.
У 364 році до н. е. його було обрано консулом разом з Гаєм Сульпіцієм Петіком. Під час своєї каденції разом з колегою заснував сценічні ігри, на які запрошено акторів з Етрурії, щоб вмилостивити богів і припинити епідемію. З цього часу ведеться історія давньоримського театру.
З того часу про подальшу долю Гая Ліцинія Кальва згадок немає.